# IC 5032
IC 5032 је спирална галаксија у сазвјежђу Паун која се налази на листи објеката дубоког неба у Индекс каталогу.
Деклинација објекта је - 67° 33' 5" а ректасцензија 20h 45m 22,1s. Привидна величина (магнитуда) објекта IC 5032 износи 12,7 а фотографска магнитуда 13,5. IC 5032 је још познат и под ознакама ESO 74-8, AM 2040-674, IRAS 20407-6743, p w I5031, PGC 65317.